# Безены
Безены, Безень (рум. Bezeni) — село в Флорештском районе Молдавии. Наряду с сёлами Изворы и Скаяны входит в состав коммуны Изворы.

## География
Село расположено на высоте 96 метров над уровнем моря.

## Население
По данным переписи населения 2004 года, в селе Безень проживает 318 человек (143 мужчины, 175 женщин).
Этнический состав села:
| Национальность | Число жителей | Процентный состав |
| -------------- | ------------- | ----------------- |
| молдаване      | 316           | 99,37             |
| русские        | 2             | 0,63              |
| Всего          | 318           | 100 %             |